# Brian Simnjanovski
Brian Simnjanovski (* 29. April 1981 in Escondido, Kalifornien; † 10. Mai 2009 in San Diego, Kalifornien) war ein amerikanischer Fußball- und vor allem American-Football-Spieler; in den Saisons 2005 und 2006 spielte er in der NFL Europe als Punter für die Berlin Thunder.

## Frühe Jahre
Geboren und aufgewachsen in Kalifornien als Sohn der Eheleute Djoko and Zorka Simnjanovski, besuchte Brian Simnjanovski die dortige Escondido High School und trainierte sowohl American Football als auch Soccer. In diesen Jahren errang er in beiden Sportarten diverse Auszeichnungen und wurde in lokale Auswahlmannschaften berufen. Nachfolgend wechselte er zur San Diego State University (SDSU), wo er sich zu einem Star der College-Football-Mannschaft SDSU Aztecs entwickelte. Durch das Soccertraining verfügte er über eine gute Schusstechnik, weshalb er im American Football verstärkt in den Special Teams, insbesondere als Punter eingesetzt wurde.

## NFL Europe
In der Saison 2005 spielte er erstmals in der NFL Europe, dem europäischen Ableger der amerikanischen Profiserie National Football League (NFL). Mit seiner Mannschaft Berlin Thunder konnte er sich unter der Leitung von Rick Lantz vorzeitig für das Finale qualifizieren, in das man als Tabellenerster der Gruppenphase einzog. Finalgegner im World Bowl XIII waren die Amsterdam Admirals, die das Spiel in Düsseldorf mit 27:21 für sich entschieden.
In der Saison 2006, wiederum mit Berlin Thunder, zeichnete sich Simnjanovski zwar als viertbester Punter der NFL Europe aus, jedoch konnte seine Mannschaft als Sechste und Letzte der Gruppenphase nicht an frühere Erfolge anknüpfen. Die Saison litt auch darunter, dass sie wegen der in Deutschland stattfindenden Fußball-Weltmeisterschaft 2006 ungewöhnlich früh begann und Berlin Thunder zum Saisonende in den Friedrich-Ludwig-Jahn-Sportpark ausweichen musste, weil das Olympiastadion Berlin ab Mai 2006 für die Spiele der Fußball-Weltmeisterschaft präpariert wurde.
Zu seiner zweiten Saison bei Berlin Thunder war Simnjanovski von seinem damaligen NFL-Stammverein entsandt worden, den Tampa Bay Buccaneers. Mit diesen absolvierte er nachfolgend das Trainingscamp, erhielt jedoch keinen Anschlussvertrag für die NFL-Saison 2006. Er nahm ein Hochschulstudium an der California State University auf und spielte Football zuletzt nur noch unterklassig.

## Tod
Am 10. Mai 2009 starb Simnjanovski mit fast 28 Jahren bei einem Verkehrsunfall, als er die Kontrolle über sein Fahrzeug verlor und gegen einen Baum prallte.